# 路易斯·伊格纳罗

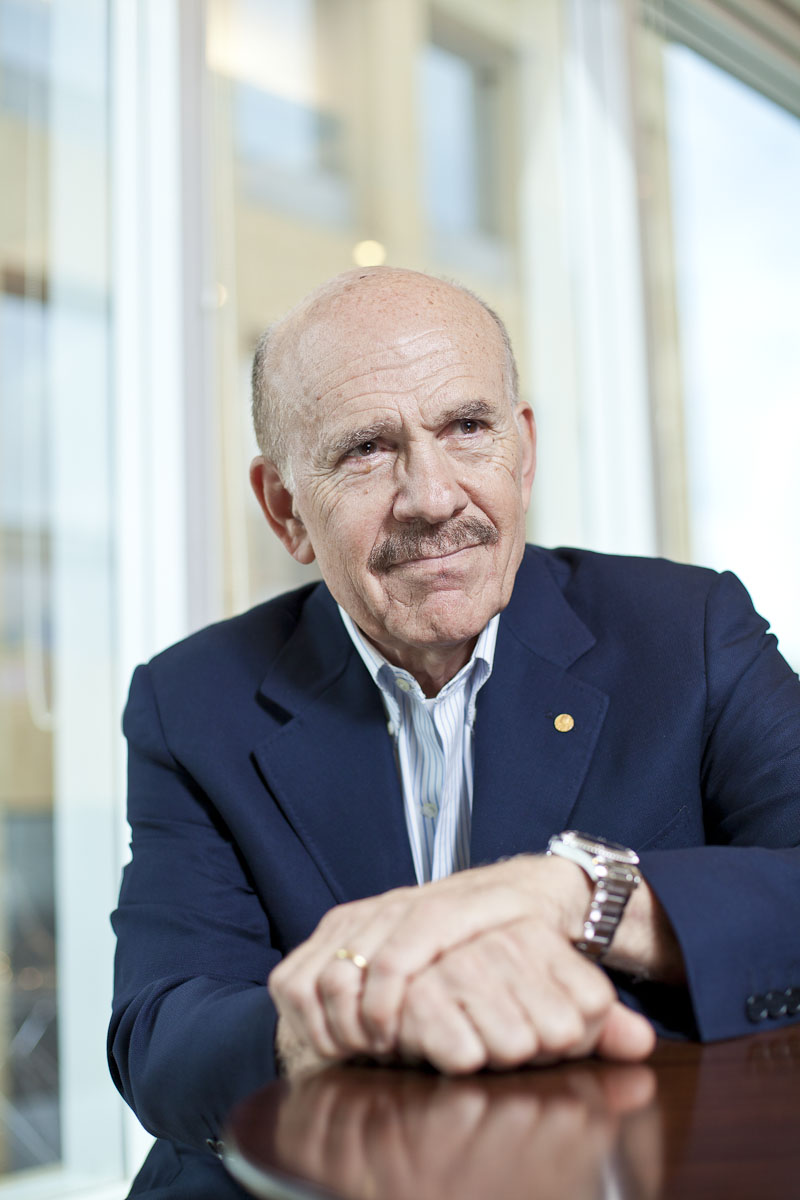
路易斯·伊格纳罗

路易斯·J·伊格纳罗（英語：Louis J. Ignarro，1941年5月31日—）是美国的药理学者，意大利裔美国人。1998年和罗伯·佛契哥特、费瑞德·穆拉德一起获得了诺贝尔生理学或医学奖。出生于纽约，1962年获得哥伦比亚大学药学学士学位，1966年获得明尼苏达大学药学博士学位，曾经进入国立卫生研究院，还担任过洛杉矶加利福尼亚大学医学部药理科教授。